# 瓊斯縣 (密西西比州)
瓊斯县（英語：Jones County）是美国密西西比州南部的一個郡，面積1,812平方公里。根據2020年美國人口普查，共有人口67,246人。縣治勞雷爾 （Laurel）和埃利斯維爾 （Ellisville）。瓊斯縣成立於1826年1月24日（1865至1869年之間易名為戴維斯縣），縣名紀念在美國獨立戰爭期間任艦長，後來在俄罗斯海军任上將的约翰·保罗·琼斯。